# Jean Racine-Prahm
Jean Racine-Prahm (Pontiac, Michigan, 20 september 1978) is een Amerikaanse bobsleester en zangeres.
Jean Racine begon haar loopbaan op de bobbaan op 13-jarige leeftijd, niet als bobsleester, maar als rodelaarster. Er werd een clinic gehouden in haar woonplaats Waterford in Michigan, waarna moeder Cathy haar drie oudste kinderen, onder wie Jean, opgaf om te gaan rodelen. Tijdens de wegraces rodelen (op wieltjes) bleek Jean een natuurtalent en was ze een van de 50 genodigden die het een maand later op ijs mochten uitproberen. Jean was erg enthousiast, maar de deelnamekosten waren 500 dollar. Na veel bedelwerk en aandringen bij haar ouders gingen die uiteindelijk overstag om de kosten voor hun rekening te nemen. In eerste instantie schrok ze van de enorme snelheid van de sleetjes en trok ze zich bijna terug. Aangezien haar ouders zoveel geld hadden betaald, deed ze toch maar mee en het beviel haar enorm. Toen ze 17 jaar oud was, was ze opgeklommen naar de tweede plaats op de wereldranglijst voor junioren.
Vier jaar rodelen vond Racine genoeg en in 1996 maakte ze de overstap naar het bobsleeën. Ze nam contact op met de bobsleebond en werd uitgenodigd voor een trainingskamp. Later dat jaar werd ze derde op de Amerikaanse push-kampioenschappen, waarmee ze zich voor het nationale bobsleeteam wist te kwalificeren. In Calgary werkte ze vervolgens aan haar stuurkunsten in de bob en nog geen maand later deed ze voor het eerst mee aan een internationale wedstrijd, waar ze 12e van de 13 deelneemsters werd.
Tijdens de eerste twee WK's bobsleeën in 2000 en 2001 behaalde Jean Racine een zilveren medaille met haar remster Jen Davidson. In beide jaren wisten ze wel de algemene wereldbeker winnend af te sluiten. Toen bobsleeën voor het eerst op het programma stond tijdens de Olympische Winterspelen 2002 in Salt Lake City, ging het even wat minder met Racine en Davidson en werd er ingegrepen door Jean en de Amerikaanse bobbond. Er volgde een bob-off met enkele atleten, welke werd gewonnen door Gea Johnson, die daarmee haar ticket voor Salt Lake City veilig stelde. Shauna Rohbock mocht eveneens mee naar de Spelen, maar moest als reserve vanaf de zijlijn toekijken. De starttijden verbeterden en daarmee ook de resultaten en daarmee golden ze als de grote favorieten voor het goud. Ze bezweken echter onder de druk en werden vijfde, terwijl landgenote Jill Bakken samen met Vonetta Flowers als remster het goud wisten op te eisen.
Met het tegenvallende resultaat in haar achterhoofd en de toenemende kritiek van de pers in Amerika dacht Jean er over om na de Spelen van Salt Lake City te stoppen met bobsleeën. Vanwege het zo veel mogelijk vermijden van de pers en het stopzetten van de samenwerking met Jen Davidson, werd ze door diezelfde pers vaak "Mean Jean" genoemd en werd er gezegd dat haar vijfde plaats haar verdiende loon was. In werkelijkheid waren het voornamelijk de coaches die aandrongen om het duo Racine-Davidson op te splitsen. Haar coaches konden haar overhalen toch door te gaan en zodoende trad ze een tijd lang aan met verschillende remsters. Voorafgaand aan de Olympische Spelen overleed Racine's moeder in mei 2001 aan kanker. Dankzij een door haar zus afgestane nier kon er een niertransplantatie volgen. Hiermee zou haar moeder niet gered kunnen worden, maar zou ze Jean wellicht wel kunnen zien afdalen tijdens de Spelen. Echter nog voor de eerste races van het olympisch seizoen gehouden werden bezweek haar moeder aan de gevolgen van haar ziekte.
Vanaf 2003 daalt Jean Racine de bobbaan af met Vonetta Flowers, nadat Jill Bakken met de bobsport was gestopt. Meteen in hun eerste seizoen samen eindigden ze op een tweede plaats in de wereldbeker en wisten ze een bronzen medaille te pakken tijdens het wereldkampioenschap. Tijdens het WK 2005 werden ze vijfde en in de wereldbekerstand 2004/2005 eindigde het duo op een vierde plaats. In 2005 wonnen ze hun eerste gouden medaille tijdens de wereldbekerwedstrijd in Sankt Moritz.
Op 17 november 2005 trouwde Racine met honkballer Ryan Prahm in Negril in Jamaica. Gouden medaille winnares op de skeleton in Salt Lake City Tristan Gale was bruidsmeisje. Jean en Ryan ontmoetten elkaar in juni 2004 tijdens een golffeestje georganiseerd door Derek Parra.
Samen met Vonetta Flowers was Jean Racine-Prahm, zoals ze sinds haar huwelijk officieel heet, een van de grote favorieten op eremetaal tijdens de Olympische Winterspelen 2006 in Turijn. Aan deze verwachtingen konden ze echter niet voldoen, waardoor ze met lege handen huiswaarts keerden.
In haar vrije tijd zingt Jean erg graag en haar wens is om na haar carrière als bobsleester een zangcarrière te beginnen. Toen ze nog een klein meisje was zong ze al in een jazz koor. Inmiddels heeft ze twee demo-albums opgenomen, één met zelfgeschreven nummers en één met nummers geschreven door een schrijver uit Nashville (Tennessee). In januari 2006 werd ze door de Internationale bobsleebond (FIBT) gevraagd om de promotiesong "Heat on Ice" in te zingen. Dit nummer wordt gebruikt tijdens de tv-uitzendingen van Eurosport en tijdens de bobsleewedstrijden tijdens de Olympische Spelen in Turijn.